# Heinrich Germer (Politiker)

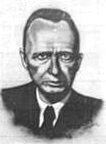
Heinrich Germer

Heinrich Germer (* 18. August 1900 in Magdeburg; † 17. Juni 1952 in Magdeburg) war SED-Politiker und Stadtrat für Volksbildung und Kultur in Magdeburg.

## Leben
Germer, dessen Vater Beamter war, besuchte von 1906 bis 1909 zunächst eine Volksschule und dann bis 1914 das Magdeburger Domgymnasium. Er verließ dann Magdeburg und besuchte eine Präparandenanstalt. 1917 und 1918 besuchte er das Lehrerseminar Eilenburg. Im Juni 1918 musste er seine Ausbildung jedoch auf Grund seiner Einberufung zum Militär unterbrechen. Nach Ende des Ersten Weltkrieges setzte er seine Ausbildung andernorts fort. Nach Abschluss seines Examens 1920 nahm er eine Stelle als Lehrer in Ammendorf an. 1922 nahm er ein Studium in Germanistik, Geschichte, Psychologie und Pädagogik an der Universität Halle (Saale) auf, nach dessen Abschluss er 1927 eine Stelle als Lehrer an der weltlichen Versuchsschule in Halle antrat.
Nach der Machtergreifung der Nationalsozialisten erhielt er 1935 ein Verbot, die Fächer Erdkunde und Geschichte zu unterrichten. Ab 1938 wurde er zunächst zu Manövern und später zum Kriegsdienst in der deutschen Wehrmacht eingezogen. Germer geriet in britische Kriegsgefangenschaft, aus der er im Juli 1945 entlassen wurde.
Germer trat im September 1945 der SPD bei. Nachdem in der sowjetischen Besatzungszone die SPD 1946 mit der KPD vereinigt worden war, gehörte der nach Magdeburg Zurückgekehrte der SED an. Er übernahm im Oktober 1945 die Stelle eines Schulleiters in der 15. Volksschule in Magdeburg. Germer übernahm die Organisation des Wiederaufbaus der Volkshochschulen in Sachsen-Anhalt und war ab März 1947 hauptamtlicher Leiter der Volkshochschule Magdeburg. Im selben Monat übernahm Germer auch das Amt des Stadtvorsitzenden des Kulturbundes, in dessen Vorstand er auch auf Landesebene gewählt wurde. Germer gehörte auch dem Präsidium dieser Organisation an. Noch 1947 gehörte Germer dann auch dem SED-Kreisvorstand Magdeburg an. Im Juli 1948 wurde er Nachfolger von Oskar Linke als Stadtrat für Volksbildung und Kultur.

## Wirken
In dieser Funktion wirkte er maßgeblich am Wiederaufbau der im Zweiten Weltkrieg schwer zerstörten Stadt Magdeburg mit. Neben dem Aufbau von Schulen oblag ihm vor allem der kulturelle Sektor. Insbesondere der Aufbau des Kulturhistorischen Museums, der Gruson-Gewächshäuser, eines Theaters und der Bibliothek werden mit seiner Arbeit verbunden. Auch die Einrichtung neuer Kindergärten und die Eröffnung eines Zoologischen Gartens gehörten zu seinem Wirken.

## Ehrungen
Noch 1952, im Jahr seines Todes, wurde eine neu errichtete Schule im Magdeburger Stadtteil Magdeburg-Nordwest, die auf sein Engagement zurückgeht, nach ihm benannt. Eine dort angrenzende Straße erhielt gleichfalls seinen Namen, wurde jedoch nach dem Ende der DDR wieder in Hugo-Junkers-Allee umbenannt. Im Stadtteil Magdeburg-Sudenburg trägt das Heinrich-Germer-Stadion seinen Namen.